# Disporella cookae
Disporella cookae är en mossdjursart som beskrevs av David och Pouyet 1986. Disporella cookae ingår i släktet Disporella och familjen Lichenoporidae. Inga underarter finns listade i Catalogue of Life.